# Lily Unden
Lily Unden, (Longwy-Bas, 26 februari 1908 – Luxemburg-Stad, 5 september 1989) was een Luxemburgs kunstschilder, dichter en verzetsstrijder.

## Leven en werk
Lily Unden werd geboren in Frankrijk in een Luxemburgs gezin, als dochter van Emile Charles Unden, ingenieur bij de hoogovens, en Catherine Justine Thiry. Thuis werd Luxemburgs gesproken. 
In de Eerste Wereldoorlog repatrieerde het gezin naar Muhlenbach, waar haar vader vandaan kwam. Unden behaalde haar diploma aan de École Saint Joseph in Luxemburg en schilderde daarna drie jaar onder leiding van Josy Meyers. Na het overlijden van haar vader besloot ze van het schilderen haar beroep te maken. Ze studeerde verder aan de Koninklijke Academie voor Schone Kunsten van Brussel.
Unden schilderde bloemen, landschappen en portretten. Ze werd in 1935 lid van de Cercle Artistique de Luxembourg en nam deel aan de jaarlijkse salons van de kunstenaarsvereniging. Tijdens de Tweede Wereldoorlog weigerde ze zich aan te sluiten bij de Volksduitse Beweging. Ze werd door de bezetter verboden nog als schilder te werken en aan het werk gezet bij het Comptoir Pharmaceutique Luxembourgeois. Unden was actief in het verzet en werd in 1942 door de Gestapo gearresteerd en zat in een aantal plaatsen gevangen tot ze naar Ravensbrück werd gedeporteerd. Na de bevrijding keerde Unden terug naar Luxemburg en gaf ze cursussen aan het meisjeslyceum. In 1947 werd ze door een studiebeurs in staat gesteld naar de Verenigde Staten te gaan, waar ze studeerde aan de Columbia-universiteit in New York. Terug in haar eigen land kreeg ze in 1949 een vaste aanstelling als tekendocent. Van 1949 tot 1966 was verbonden aan de staatsschool in Esch-sur-Alzette, daarna -tot haar pensioen in 1973- aan het Lycée Robert -Schuman. Undens literair werk bestond vooral uit poëzie over religieuze thema's en over haar gevangenschap in de oorlog. Ze was lid van de Amicale des femmes concentrationnaires et prisonnières politiques en van de Conseil national de la Résistance. 
In 1986 ontving Unden de zilveren Dicks-Rodange-Lentz-plaquette als blijk van waardering voor haar inzet voor de Luxemburgse taal. Ze overleed drie jaar later, op 81-jarige leeftijd. Er werd een straat in Weiler-la-Tour en in 2015 een centrum voor vluchtelingen in Limpertsberg haar vernoemd.
- International Standard Name Identifier: 0000 0004 5780 1474
- Musée national d'archéologie, d'histoire et d'art: lkl000197
- Virtual International Authority File: 66145003816161341391